# Гуадалупе Кампанур Тапія
Гуадалупе Кампанур Тапія (англ. Guadalupe Campanur Tapia; нар. 1986, Черан, штат Мічоакан, Мексика — пом. 2018) — мексиканська активістка, що стала відомою завдяки активному захисту прав людини та боротьби за вирішення екологічних проблем.

## Життєпис
Гуадалупе Кампанур Тапія народилась 1986 року у містечку Черан, яке розташоване в мексиканському штаті Мічоакан, який розташований у на південному заході Мексики, на Тихоокеанському узбережжі.
Гуадалупе Кампанур Тапія походила із корінних жителів Мексики. Вона захищала права місцевих корінних народів і екологію, виступала проти вирубки лісів.
Померла при нез'ясованих обставинах у січні 2018 року. Тіло Гуадалупе Кампанур Тапії було знайдено на узбіччі за 30 кілометрів від муніципалітету Черану в Мексиці.
У 2018 році її визнали жінкою року у ООН-Жінки — структурній організації Об'єднаних Націй з питань гендерної рівності та розширення прав і можливостей жінок.